# 施雷肯峰

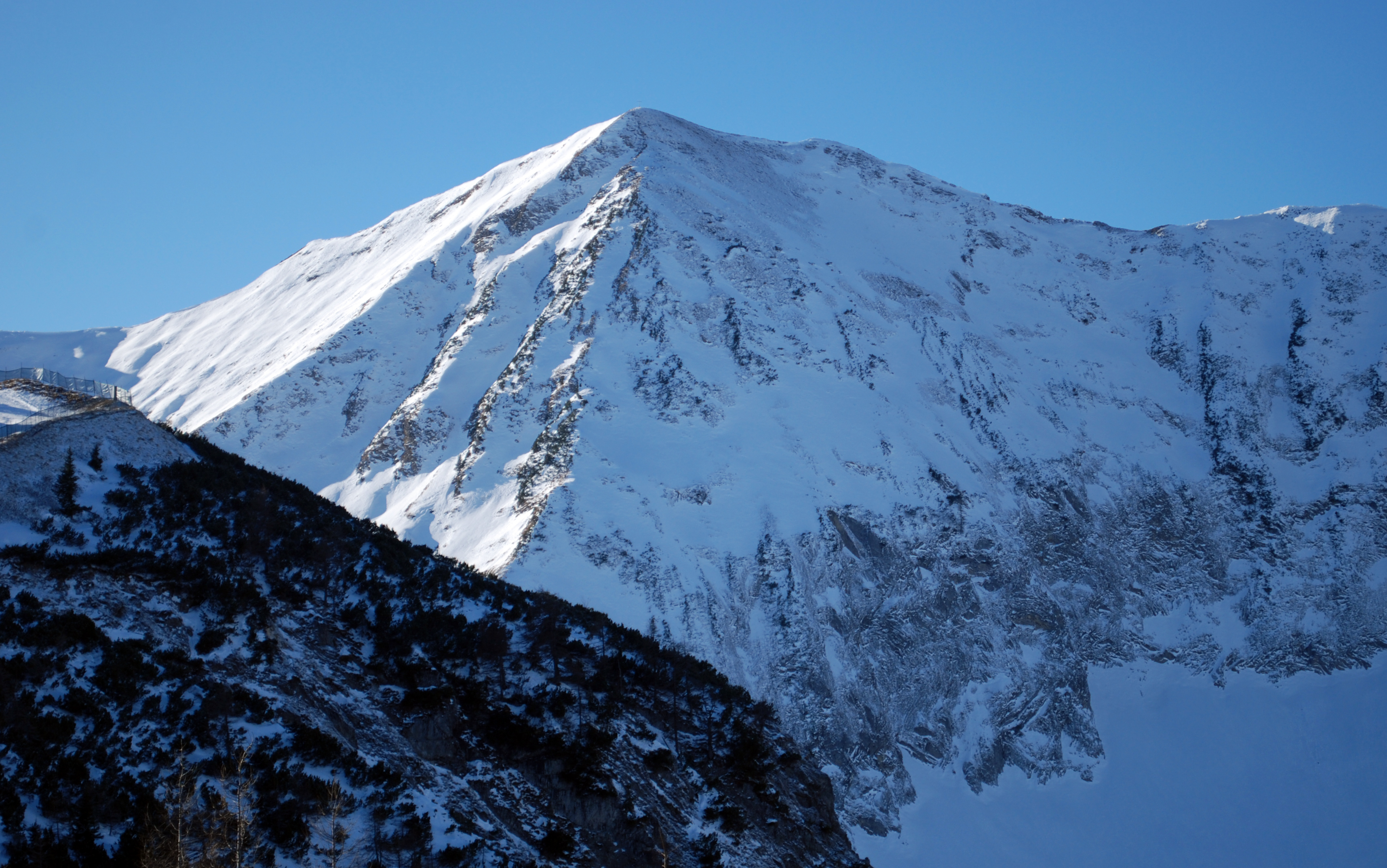

47°30′0″N 11°38′58″E / 47.50000°N 11.64944°E
施雷肯峰（德語：Schreckenspitze），是奧地利的山峰，位於該國西部，由蒂羅爾州負責管轄，屬於卡爾文德爾山脈的一部分，距離蒙德沙因峰4.2公里，海拔高度2,022米。